# 林葦妮
林葦妮（1999年8月8日—），藝名木木，臺灣女藝人、演員、主持人，出生於台灣桃園市。2016年加入紙風車劇團，2020年5月參與演出鄭芬芬導演執導電視劇集《做工的人》飾演昌哥及昌嫂的女兒「如蕙」。同年6月參加《菱格世代DD52》選秀節目，為烈焰之心正式選手，歷經DD52兩場演唱會，並在舞台劇<單身租隊友>的製作團隊裡擔任導演助理，並且擔任同學來了之進擊吧女孩的主持人，2021年6月15日起，每週二22:00與師兄江宏傑主持新的Instagram直播節目《2200傑木現場》，2022年擔任選秀節目《原子少年》主持人。2023年擔任選秀節目《未來少女》主持人。2024年擔任選秀節目《原子少年2》主持人。

## 主持作品

### 主持節目
| 播出日期                     | 節目名稱                 | 播出頻道                     |
| 2020年10月16日-2020年12月4日 | 《同學來了之進擊吧女孩》 | 中天綜合台                   |
| 2022年4月17日-2022年7月17日  | 原子少年Atom Boyz        | TVBS歡樂台、中視             |
| 2022年8月23日-2023年2月7日   | 愛玩客                   | 三立都會台                   |
| 2023年7月29日-2023年10月14日 | 未來少女                 | TVBS歡樂台、中視、TVBS精采台 |
| 2024年8月24日-2024年11月30日 | 原子少年2                | TVBS歡樂台、中視             |
| 2025年4月12日-2025年9月6日   | 大學聲Young Voice        | 三立都會台、華視             |

### 星光大道
| 播出日期       | 節目名稱                       | 播出頻道         | 備註             |
| 2024年10月18日 | 《第59屆金鐘獎》節目類星光大道 | 三立都會台、公視 | 與黃豪平搭檔主持 |
| 2025年10月17日 | 《第60屆金鐘獎》節目類星光大道 | 三立都會台、公視 | 與夏和熙搭檔主持 |

### 直播節目
| 年份   | 日期            | 時間              | 節目名稱     | 播出平台                  | 備註 |
| 2020年 | 12月10日        | 每周四22:00-23:00 | 木中有人     | 林葦妮(木木)Instagram專頁 |      |
| 2021年 | 6月15日-8月17日 | 每周二22:00       | 2200傑木現場 | 林葦妮(木木)Instagram專頁 |      |

### 活動主持
| 活動日期                    | 活動名稱                                                              | 播出平台                                 | 地點                           |
| 2019年8月29日               | 電影<下半場>首映會                                                    |                                          | 大直美麗華                     |
| 2020年10月24日              | 《菱格世代DD52》STARTAIPEI初星演唱會                                  |                                          | 台北流行音樂中心               |
| 2020年12月3日               | 李友廷音樂會                                                          | MTV我愛偶像YouTube                       |                                |
| 2020年12月9日               | 《文化大學國劇系第十六屆戲劇小品競賽》百戲狂飆—霸王消亡史             |                                          | 中國文化大學                   |
| 2021年1月16日               | 朱俐靜粉絲見面會                                                      | MTV我愛偶像YouTube                       | 西門捷運站六號出口             |
| 2021年1月16日               | 蔡黃汝粉絲見面會                                                      | MTV我愛偶像YouTube                       | 西門捷運站六號出口             |
| 2021年2月6日                | 《G.O.F》簽唱會                                                       |                                          | 遠百信義A13北面廣場            |
| 2021年2月18日               | MUSICUP -鄭心慈                                                       | MTV我愛偶像YouTube                       |                                |
| 2021年2月28日               | 2021 K-POP創意舞蹈大賽-初賽                                           | MTV我愛偶像YouTube                       | 西門捷運站六號出口             |
| 2021年3月7日                | 2021 K-POP創意舞蹈大賽-決賽                                           | MTV我愛偶像YouTube                       | 西門捷運站六號出口             |
| 2021年4月8日                | MUSICUP-閻奕格                                                        | MTV我愛偶像YouTube                       |                                |
| 2021年4月8日                | Dcard報報特派員-女孩精緻保養秘密大揭曉🔥這點連女生都會回頭！          | Dcard YouTube                            |                                |
| 2021年4月13日               | MUSICUP-艾薇                                                          | MTV我愛偶像YouTube                       |                                |
| 2021年4月18日               | 《PINK FUN》《FOREVER PINK FUN》新歌首唱唯一見面會                    |                                          | 三創生活園區                   |
| 2021年5月27日               | Dcard報報特派員-臺灣人網購🤑好瘋狂！？原來時尚服飾品牌背後👀 是這樣⋯⋯ | Dcard YouTube                            |                                |
| 2021年12月31日-2022年1月1日 | 2022羅東跨年晚會                                                      | 宜蘭新聞YouTube 羅東鎮觀光發展所Facebook | 羅東中山公園                   |
| 2023年11月4日               | 內湖高中校慶演唱會                                                    |                                          | 內湖高中                       |
| 2023年11月25日-11月26日     |                                                                       |                                          | 臺北流行音樂中心               |
| 2024年7月3日-7月4日         | 2024花蓮夏戀嘉年華                                                    | 三立新聞網YouTube                        | 花蓮東大門廣場                 |
| 2024年9月2日                | 逢甲大學新生演唱會                                                    |                                          | 逢甲大學                       |
| 2024年11月17日              | 陳華《在極度愛你的日子裡》新專輯台北簽唱會                            |                                          | 台北站前新光三越廣場           |
| 2024年12月31日-2025年1月1日 | 迎接2025全嘉藝起來跨年晚會                                            | 民視台灣台 四季線上                      | 嘉義市立體育場                 |
| 2025年1月11日               | babyMINT《BBMatrix∞》專輯簽唱會                                       |                                          | 統一時代百貨台北店忠孝東路門口 |
| 2025年4月3日                | 2025大甲媽祖之光演唱會                                                | 年代MUCH台 壹電視NEXT TV YouTube         | 臺中大甲體育場                 |
| 2025年4月15日               | TIFFANY YOUNG 2025 FAN-CONCERT TOUR [Here for You] IN TAIPEI          |                                          | 臺北國際會議中心TICC           |
| 2025年4月19日               | 2025 PUMA螢光夜跑                                                     |                                          | 臺北大佳河濱公園               |

## 劇場作品

### 舞台劇
| 日期                  | 舞台劇名                                                                           | 地點                      |
| 2016年                | 紙風車劇團368巡迴演出                                                              |                           |
| 2018年                | 台北藝穗節舞台劇<他來了>                                                           | 十方樂集音樂劇場演奏廳    |
| 2018年                | 草山劇廠50屆期初公演<妳的帳單沒付>                                                 | 中國文化大學              |
| 2019年                | 台北藝穗節舞台劇<天黑請閉眼>                                                       | 信誼好好生活廣場 知新劇場 |
| 2020年12月4日         | 百戲狂飆_大清王朝-主持人                                                           | 中國文化大學              |
| 2020年12月23日        | 中國文化大學中國戲劇學系第四十六屆班級展演<今晚等不到你的晚安>                     | 中國文化大學              |
| 2021年4月29日         | 中國戲劇系第七屆唱跳俱佳小品競賽-笑神祭                                            | 中國文化大學              |
| 2021年5月21日-5月23日 | 中國文化大學中國戲劇學系第四十六屆畢業公演<今晚等不到你的晚安-23:45>（因疫情取消） | 臺灣戲曲中心              |

## 影劇作品

### 戲劇
| 年份          | 播出頻道        | 戲劇名稱          | 角色       |
| 2019年3月25日 | 東森綜合台/台視 | 愛情白皮書        | 女主角同事 |
| 2020年5月10日 | HBO/myVideo     | 做工的人          | 如蕙       |
| 2023年7月8日  | 公視/三立都會台 | 地獄里長          | 盧品萱     |
| 2024年7月12日 | CATCHPLAY+      | 都市懼集-生日快樂 |            |

### 短片
| 年份   | 片名                                      |
| 2019年 | 義守大學電影學系畢製短片<包廂少女>-女主角 |

### 微電影
| 年份   | 出版       | 電影名稱 | 角色       | 性質 | 導演   | 類型         |
| 2020年 | 台灣大哥大 | 奇幻書店 | 女主角同事 | 客串 | 李洹宇 | 原創音樂短片 |

### 電影
| 年份   | 電影名稱       | 角色     | 性質 | 導演   |
| 2025年 | 有病才會喜歡你 | 女護理師 | 客串 | 許富翔 |

## 音樂作品

### 單曲
| 年份   | 歌名     | 備註                       |
| 2023年 | Whatnot  | 與KIRE凱爾合作，並參與作詞 |
| 2023年 | EAT >U<p | 與薄荷水晶babyMINT合作     |

## 音樂錄影帶(MV)
| 年份   | 歌名             | 歌手         |
| 2019年 | 三十而慄         | 郁可唯       |
| 2022年 | 休學家           | Jumbo 江柏翰 |
| 2023年 | 水火相容         | 九澤CP       |
| 2024年 | 明明相愛的兩個人 | 林桉         |

## 廣告作品
| 年份   | 片名                                                         |
| 2019年 | 和泰產險 不了解自己篇                                        |
| 2020年 | 寵愛食刻｜皮膚救星 狗狗剋星（配音）                          |
| 2020年 | 福特汽車-鋼鐵職人2020 NEW FORD RANGER 鋼鐵鉅獻               |
| 2020年 | SONY Xperia 5 II 不錯過真情偵探社 ∣ 捕捉摯愛眼神留住動人情感 |
| 2021年 | 全國電子 開學買電腦 So Easy 精選電腦都在全國電子             |
| 2023年 | 566 超級營養對策洗髮露                                       |

## 配音作品

### 動畫配音
| 年份   | 播出頻道 | 劇名           | 配音角色 | 性質   | 導演   | 製作公司          | 備註             |
| 2021年 | myVideo  | 2049＋絕處逢聲 | IUR      | 女主角 | 蘇俊旭 | Xanthus冉色斯動畫 | 瀚草影視文化事業 |
| 2021年 | myVideo  | 2049＋絕處逢聲 | 富子     | 女配角 | 蘇俊旭 | Xanthus冉色斯動畫 | 瀚草影視文化事業 |

## 演唱會
| 名稱                                         | 日期           | 場次 | 備註           |
| 菱格世代 DD52<<璀璨鑽石 即刻閃耀>>首場演唱會 | 2020年8月29日  | 1    |                |
| 菱格世代 DD52<<STARTAIPEI初星>>演唱會        | 2020年10月24日 | 1    | 主持人兼表演者 |

## 外部連結
- 林葦妮 - 木木 Facebook粉絲專頁
- 林葦妮(木木)的Instagram專頁
- 林葦妮(木木)的新浪微博 （页面存档备份，存于）